# Chronopost
Chronopost é uma filial do grupo francês La Poste, que tem como objectivo o despacho expresso de correspondências, documentos e objectos a nível nacional (em França) e a nível internacional.

## História
A empresa foi criada em 1985, com objectivo de fazer face à forte concorrência de empresas americanas em território francês. Inicialmente criada com o nome SFMI (Société Française de Messagerie Internationale). A filial do La Poste e nome em 1992 para Chronopost e em 1997 a Chronopost dá entrada no mercado português.
A GeoPost pertence ao grupo La Poste, reunindo todas as filiais de transportes expresso do Grupo. Presente em todo o mundo e com mais de 300.000 clientes, posiciona-se em 1 º lugar em França e em 2 º lugar na Europa, em actividade, para o mercado CEP (Courier Express Parcels).
A sua estratégia é ser líder nos mercados em que opera, pela optimização das nossas redes locais e pan-europeias, através da recolha e entrega de encomendas até 31,5 kg em janelas horárias definidas com a prestação de informação permanente, desenvolvendo ao mesmo tempo, de forma progressiva, uma capacidade mundial por parcerias e alianças, tanto para clientes B2B como B2C.

## Em Portugal
Em Portugal desde 1997, a Chronopost tem cerca de 750 colaboradores e 350 veículos, com agências em Coimbra, Évora, Faro, Guarda, Leiria, Lisboa, Alfena, Torres Novas, Vila Real, Viseu, Funchal e Ponta Delgada. Sendo Lisboa, Alfena e Leiria os hubs internacionais de expedição de encomendas.
Filial a 100% do Grupo GeoPost, a Chronopost International é o parceiro privilegiado do sector empresarial que deseja beneficiar da entrega expresso de mercadorias em todo o território nacional e em mais de 230 países. A sua estratégia é ser reconhecida como a referência do transporte expresso de encomendas até 31,5 kg para Portugal e Europa, nos segmentos B2B e B2C.
Licenciada pela ANACOM – Autorização nº 04/2001 de 13 de Dezembro de 2001 e membro fundador da APOE desde Dezembro de 2003, a Chronopost Portugal dispõe de infraestruturas que lhe permitem a cobertura de todo o País, através das suas 13 estações.
A actuação da Chronopost em Portugal tem ficado marcada pelas falhas de serviço e pela fraca qualidade do seu apoio ao cliente. Sendo particularmente visada no sítio de reclamações "Portal da Queixa".
Em setembro de 2019, a Chronopost e a SEUR fundiram-se esta segunda-feira no mercado nacional e a DPD passa a ser a marca que representa as duas empresas.

## Empresas Concorrentes
- DHL
- UPS
- FedEx
- TNT N.V.